# Der Sultan von Johore
Der Sultan von Johore ist ein mittellanger deutscher Sensations-Stummfilm aus dem Jahre 1917 von Harry Piel.

## Handlung
Aage Laars hat mehrere Gläubiger im Nacken und hofft, sich durch eine Eheschließung mit der wohlhabenden Ingrid Strömer finanziell zu sanieren. Umso wütender ist er, als jemand anderes ihm Ingrid vor der Nase wegschnappt: Es handelt sich dabei um den heimgekehrten Forschungsreisenden Hjalmar Södersen, der sich mit Ingrid verlobt. Laars ist nicht bereit, dies einfach hinzunehmen und heckt daher einen teuflischen Plan aus: Er leiht sich von einem bestochenen Zirkusdompteur mehrere Löwen aus, um diese im passenden Moment auf den verhassten Konkurrenten zu hetzen. Södersen kann mit einem gewagten Sprung aus seinem Wohnungsfenster entkommen und holt augenblicklich die Polizei. Doch als man zurückkehrt, sind Löwen und Laars verschwunden. Daraufhin bricht Södersen erneut zu einer Reise auf, die ihn und seine frisch angetraute Gattin nach Indien führen soll.
Doch Aage Laars lässt nicht locker und heftet sich an beider Fersen. Laars weiß, dass das europäische Ehepaar beim Sultan von Johore einen Zwischenstopp plant, und so ist es Laars, der Södersen zuvorkommt und den Sultan vor einem Europäer warnt, der nur böse Absichten hege und des Sultans Land auszuspionieren versuche. Ingrid und Hjalmar treffen in demjenigen Moment im Sultanspalast ein, als der Herrscher ein rauschendes Fest ausrichtet. Unterjochte Fürsten und edle Sklaven, erbeutete Frauen und die exotischsten Tiere paradieren entlang des Sultans. Nach dem abschließenden Tanz seiner schönsten Sklavin lässt der Sultan Södersen ergreifen und in den Kerker werfen, wo die als heilig geltenden Schlangen schon ihre Zähne wetzen. Ingrid kann jedoch den Sultan davon überzeugen, dass er den Einflüsterungen eines schurkischen Nebenbuhlers um ihre Gunst erlegen ist, und so lässt der indische Despot Södersen gleich wieder frei. Als Wiedergutmachung soll das Ehepaar nun für längere Zeit seine Gäste sein.
Laars hingegen lässt nicht locker, sein Rachedurst steigt von Tag auf Tag. Er legt im Elefantengehege ein Feuer, das bald auch auf den Sultanspalast übergreift. Alles flieht aus dem Gemäuer, die Elefanten geraten in Panik und drohen, alles niederzutrampeln. Ingrid und Hjalmar versuchen vor der Elefantenhorde zu entkommen, doch versperrt ihnen ein großer Käfig den Fluchtweg. Im letzten Moment erreichen sie mittels einer „lebenden Brücke“ die sichere Seite, während der Schurke Laars in eine Tigerhöhle stürzt und dort sein gerechtes Ende findet. Es ist der Zeitpunkt für den Abschied gekommen. Ingrid und Hjalmar nehmen das nächste Schiff in Richtung Polarmeer, doch selbiges zerschellt an einem Eisberg. Die beiden Europäer können sich mühsam auf bitterkaltes Festland retten und irren nun durch die Eiswüste. In einer verlassenen Hütte finden sie schließlich eine lebensrettende Unterkunft. Mit einer Flaschenpost versuchen sie auf ihr tristes Schicksal aufmerksam zu machen, und tatsächlich erreicht die Buddel allen Ernstes den richtigen Empfänger.
Nun wird daheim eine Expedition auf die Beine gestellt, um die beiden halberfrorenen Schiffbrüchigen zu retten. Während die Hilfsexpedition sich auf den Weg macht, haben Ingrid und Hjalmar den letzten Proviant aufgebraucht. Der Forschungsreisende Södersen ist jedoch für das Aufgeben nicht gemacht und wagt sich vor die Hütte, um etwas essbares zu organisieren. Doch er muss augenblicklich in die Hütte zurücksprinten, hat er doch in der Ferne ein paar ziemlich hungrig aussehende Eisbären ausgemacht. Man blickt dem Erfrierungstod ins Gesicht, und Ingrid hat bereits einen Revolver gezückt, um sich das Leben zu nehmen. Im letzten Moment kann sie ihr Ehemann von einer Verzweiflungstat abhalten. Derweil übernimmt Hjalmar einen zweiten Ausflugsversuch vor die Hütte, doch einer der Eisbären hat nur auf diesen Leckerbissen gewartet. Hjalmar kann mit aller Mühe dem pelzigen Gegner entkommen und auf einen Felsen klettern. Die Bären streifen um die Hütte, da auch Frau Södersen einen leckeren Snack verspricht. Die Eisbären rütteln draußen an der Tür, die von Ingrid mit letzter Kraft zugehalten wird. Schließlich gelingt es einem Eisbären, ungebeten einzutreten. Ingrid sieht bereits ihr Ende kommen, da erreicht die Rettungsmannschaft die unwirtliche Region und kann die beiden Eheleute sicher wieder in die Heimat bringen.

## Produktionsnotizen
Der Sultan von Johore entstand im Union-Atelier in Berlin-Tempelhof, besaß je nach Quelle drei oder fünf Akte und war lediglich 941 Meter lang. Der Film passierte im Dezember 1917 die Filmzensur und erhielt ein Jugendverbot. Die Uraufführung fand noch im selben Monat statt.

## Kritik
„Das … Sensationsdrama ‚Der Sultan von Jahore‘ sic! ist ein ungemein interessanter Film, der durch die Mannigfaltigkeit der Handlung, viel Abwechslung bietet, uns in ferne Länder versetzt und mit deren Sitten und Gebräuchen bekannt macht. Sensation reiht sich an Sensation, und all die Aufsehen erregenden Ereignisse sind raffiniert in die Handlung eingeflochten, ohne daß diese an dadurch Natürlichkeit einbüßt. Dieses Filmwerk bietet in jeder Beziehung nur das allerbeste, ist, was Ausstattung und Photographie anbelangt, unübertreffbar…“